# Pulchranthus
- Commons
- Wikispecies

Pulchranthus V.M.Baum, Reveal & Nowicke, segundo o Sistema APG II, é um género botânico pertencente à família Acanthaceae.

## Espécies
Apresenta quatro espécies:
- Pulchranthus adenostachyus
- Pulchranthus congestus
- Pulchranthus surinamensis
- Pulchranthus variegatus
- «Lista das espécies»

## Nome e referências
Pulchranthus V.M.Baum et al., 1983

## Classificação do gênero
| Sistema | Classificação                       | Referência            |
| ------- | ----------------------------------- | --------------------- |
| APG II  | Ordem Lamiales, família Acanthaceae | APweb, versão 9, 2008 |